# Graham (Missouri)
Graham és una població dels Estats Units a l'estat de Missouri. Segons el cens del 2000 tenia 191 habitants.

## Demografia
Segons el cens del 2000, Graham tenia 191 habitants, 85 habitatges, i 52 famílies. La densitat de població era de 283,6 habitants per km².
Dels 85 habitatges en un 24,7% hi vivien nens de menys de 18 anys, en un 52,9% hi vivien parelles casades, en un 5,9% dones solteres, i en un 38,8% no eren unitats familiars. En el 32,9% dels habitatges hi vivien persones soles el 16,5% de les quals corresponia a persones de 65 anys o més que vivien soles. El nombre mitjà de persones vivint en cada habitatge era de 2,25 i el nombre mitjà de persones que vivien en cada família era de 2,85.
Per edats la població es repartia de la següent manera: un 23% tenia menys de 18 anys, un 5,2% entre 18 i 24, un 24,1% entre 25 i 44, un 26,7% de 45 a 60 i un 20,9% 65 anys o més.
L'edat mediana era de 44 anys. Per cada 100 dones de 18 o més anys hi havia 83,8 homes.
La renda mediana per habitatge era de 24.306 $ i la renda mediana per família de 40.250 $. Els homes tenien una renda mediana de 28.750 $ mentre que les dones 23.750 $. La renda per capita de la població era de 13.816 $. Entorn del 17,6% de les famílies i el 21,6% de la població estaven per davall del llindar de pobresa.

## Poblacions més properes
El següent diagrama mostra les poblacions més properes.